# Ancistrochilus
Ancistrochilus ist eine Pflanzengattung innerhalb der Familie der Orchideen (Orchidaceae). Die nur zwei Arten sind im tropischen Afrika verbreitet.

## Beschreibung

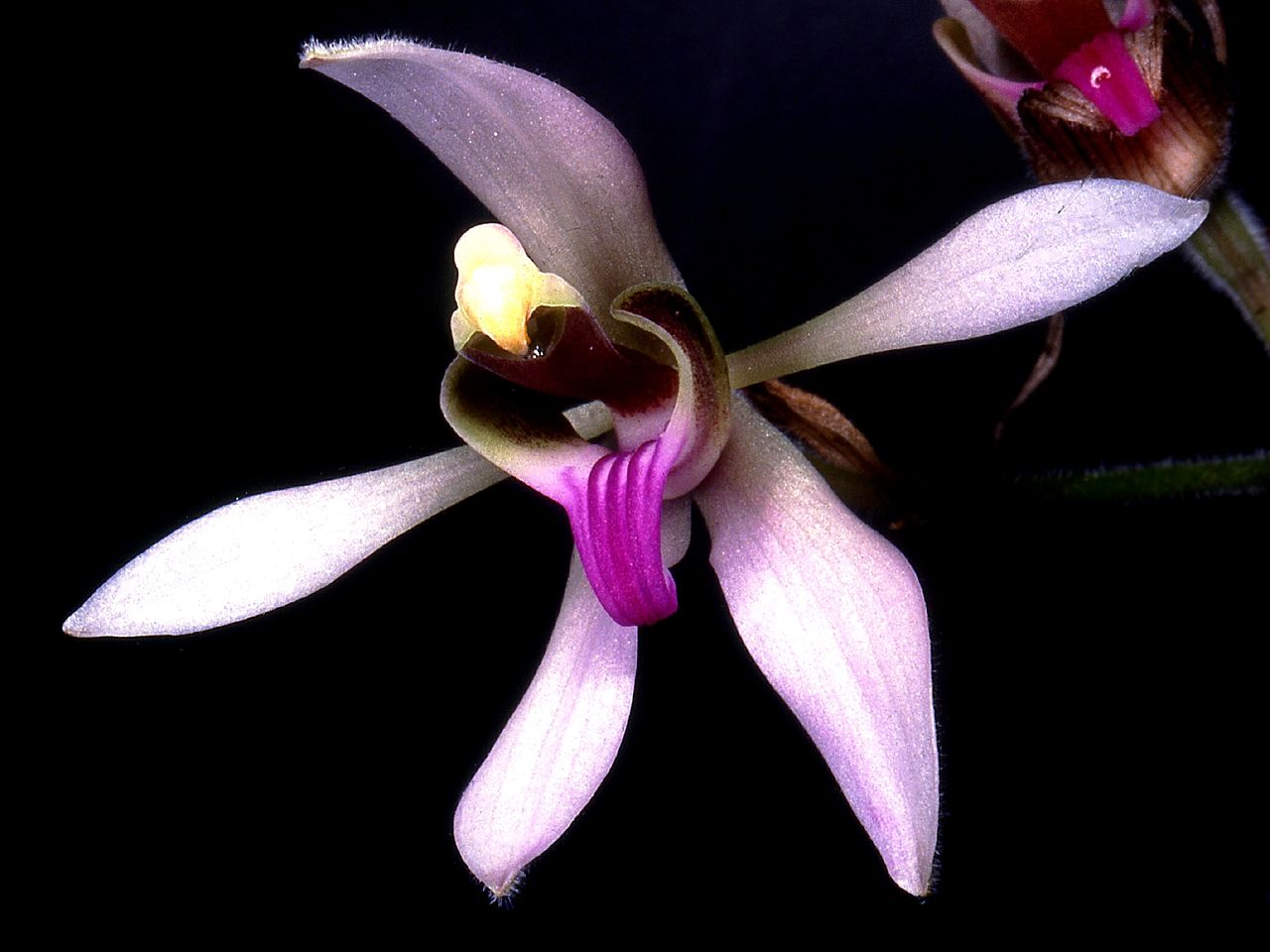
Blüte von Ancistrochilus rothschildianus

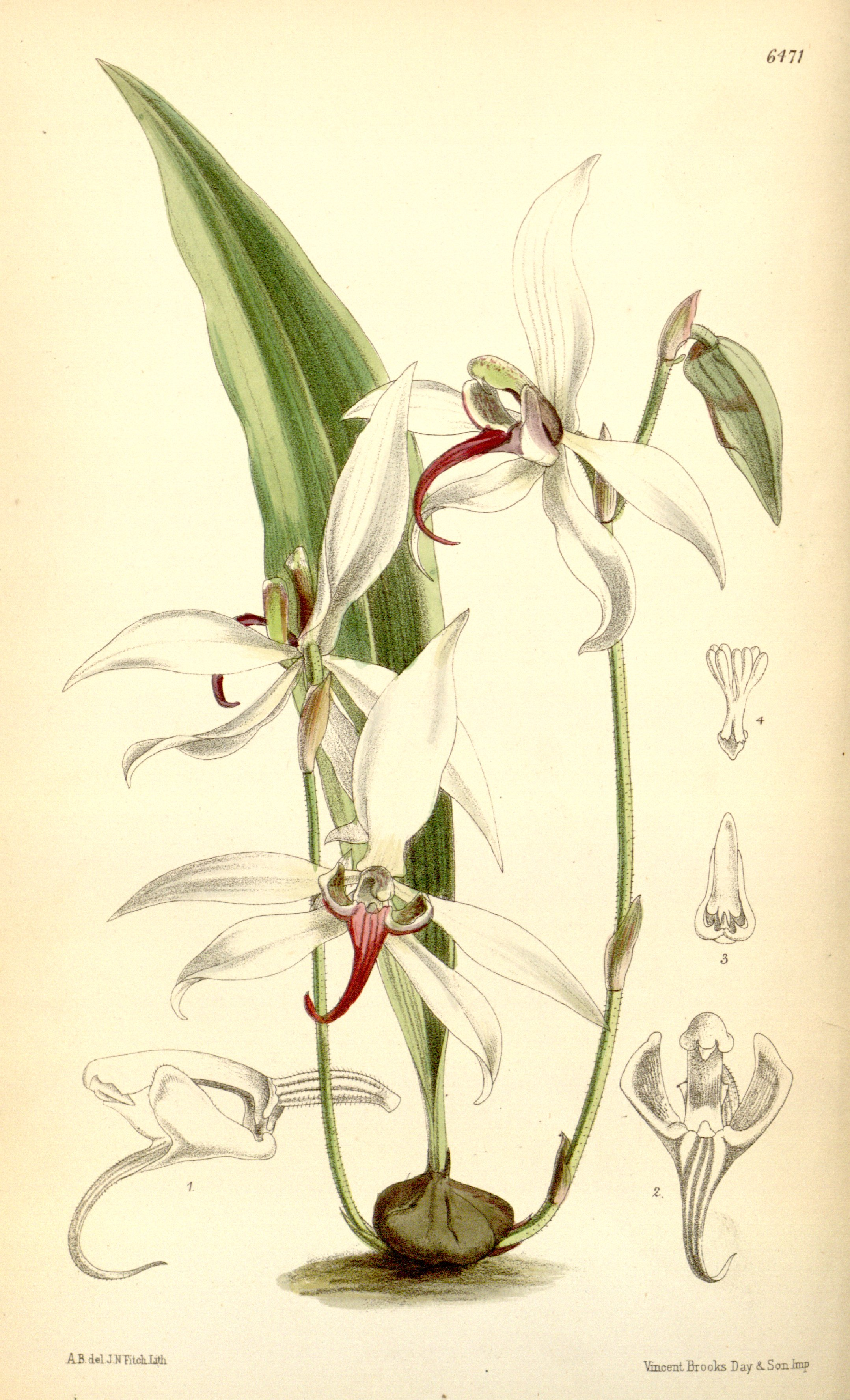
Illustration von Ancistrochilus thomsonianus

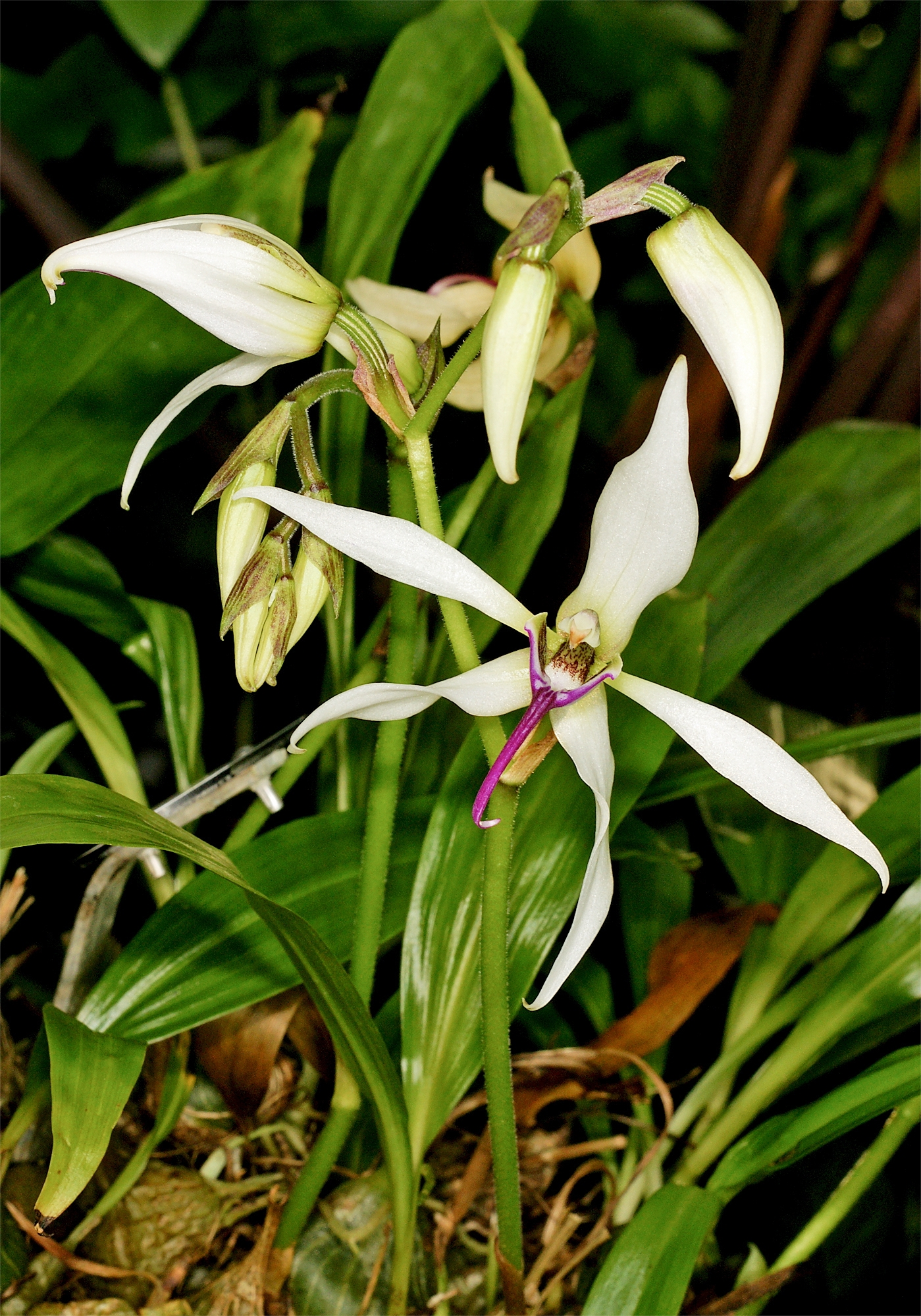
Ancistrochilus thomsonianus

### Vegetative Merkmale
Die beiden Arten dieser Gattung bilden dicht nebeneinander stehende Sprossachsen, die zu rundlichen oder birnenförmigen Pseudobulben verdickt sind. Die Wurzeln sind von einem Velamen umgeben, das nur eine Zellschicht dick ist. Unterhalb der Pseudobulben befinden sich ein bis zwei Niederblätter, am oberen Ende der Pseudobulben stehen ein bis zwei Laubblätter. Die Laubblätter sind länglich-oval bis lanzettlich, sie enden spitz, sind von dünner Textur und längs der hervortretenden Blattadern gefaltet. Die Laubblätter fallen nach einer Vegetationsperiode ab, die Pseudobulben überdauern einige Jahre.

### Generative Merkmale
Der aufrechte Blütenstand erscheint seitlich von der Basis der Pseudobulbe, wenn die Laubblätter sich gerade entfalten. Im traubigen Blütenstand befinden sich ein bis fünf Blüten. Die Blütenstandsachse und die Fruchtknoten sind behaart, die Blütenstandsachse trägt mehrere Hochblätter. Die resupinierten Blüten sind relativ groß, zygomorph und rosafarben oder weiß. Bis auf die Lippe sind die Blütenhüllblätter sich in Form und Farbe ähnlich: sie sind schmal-oval bis lanzettlich und weit ausgebreitet. Die Lippe ist dreilappig, die Seitenlappen sind nach oben geschlagen, der spitz zulaufende Mittellappen ist hakenförmig nach unten gebogen. Auf der Mitte der Lippe befinden sich drei bis fünf längs verlaufende, dunkler gefärbte Kiele. Die Säule ist lang, gebogen und seitlich geflügelt. Das Staubblatt enthält acht Pollinien.

## Standorte
Ancistrochilus-Arten wachsen epiphytisch im Schatten feuchter Wälder mit nur kurzer Trockenzeit. Man findet sie in Höhenlagen bis 1200 Meter.

## Systematik, botanische Geschichte und Verbreitung
Die Art Ancistrochilus thomsonianus wurde schon 1879 von Reichenbach unter der Gattungsbezeichnung Pachystoma erstbeschrieben. Pfitzer stellte die Arten 1889 in die Gattung Ipsea, bevor Rolfe 1897 eine eigene Gattung, Ancistrochilus, in Flora of Tropical Africa Band 7, Teil 1, Seite 44 aufstellte. Der Gattungsname Ancistrochilus setzt sich aus den griechischen Worten  ἄγκιστρον ankistros für „Haken“ und χεῖλος cheilos für „Lippe“ zusammen.
Die Gattung Ancistrochilus wurde nach Dressler 1993 zur Subtribus Bletiinae in der Tribus Arethuseae innerhalb der Unterfamilie Epidendroideae. Neuere Untersuchungen stellten jedoch eine nähere Verwandtschaft mit Gattungen wie Collabium und Nephelaphyllum fest. Diese Gruppe von Gattungen lässt sich in der Tribus Collabieae zusammenfassen.
Die Arten der Gattung Ancistrochilus sind im tropischen Afrika verbreitet. Das Areal erstreckt sich bandförmig von Westafrika (Guinea, Liberia, Sierra Leone) bis nach Zentralafrika (Uganda und das nördliche Kongo werden im Osten erreicht).
Die beiden Arten der Gattung sind:
- Ancistrochilus rothschildianus O’Brien: Sie kommt vom tropischen Westafrika bis Uganda vor.[3]
- Ancistrochilus thomsonianus (Rchb. f.) Rolfe: Sie kommt vom südlichen Nigeria bis zum westlich-zentralen tropischen Afrika vor.[3]